# Джек Брейслін
Джек Леон Брейслін (2 червня 1926 — 28 липня 1981) — англійський первосвященик Ґарднеріанської Вікки. Він був впливовою фігурою в ранній історії неоязичницької релігії Вікка, будучи посвяченим у це ремесло Дорін Валіенте в 1956 році. Також член шабашу Брікет-Вуд.

## Раннє життя
Джек Леон Брейслін народився 2 червня 1926 року в Едмонтонському районі Ессекса, Англія. Він був сином Леона Енріке Брейсліна та його дружини Ґертруди Еліс Баньярд.
Його батьки одружилися 11 лютого 1922 року в Церкві святого Марка в Пекхемі, Суррей (Саутворк). Його батько був інженером.
У повсякденному житті та в книгах, де він згадувався, він був відомий як «Джек Брейслін».
Родина Брейслін походила з Ірландії. В одному генеалогічному дереві на Ancestry.com є людина яка була б прапрадідом Джека Брейсліна, Вільям Брейслін, який народився в 1791 році в Ірландії та помер у 1861 році в Камберленді, Англія.

Д. Л Брейслін перебував у департаменті поліції Палестини в період з 19 лютого 1947 року по 16 листопада 1947 року і був нагороджений медаллю за службу. З оригінального запису:
Назва відділу — Поліція. Оригінал списку: Номер: 1475 — Звання: B/Const — Ім'я: Bracelin J. L. — Повний період кваліфікаційної служби в Палестині, з: 19.2.47 — до: 16.11.47. 
Це було незадовго до завершення британського мандату в Палестині.
До посвячення в ремесло Брейслін працював у британській поліції в Палестині, а пізніше працював у лакофарбовій компанії.

## Вікка
У 1956 році Браселін був посвячений у Вікку через шабаш Брікет-Вуд верховною жрицею Дорін Валіенте.
У 1959 році Браселін познайомився з суфійським письменником і практиком Ідрісом Шахом за столиком у ресторані Cosmo в Свіс Котеджі, Північний Лондон. Шах зацікавився Віккою, і Брейслін познайомив його з Ґарднером. Шах написав офіційну біографію Ґарднера «Джеральд Гарднер: відьма» (Gerald Gardner: Witch), яка була опублікована його власною компанією Octagon Press у 1960 році. Однак він використав ім'я Брейсліна як псевдонім, оскільки не хотів викликати плутанину серед своїх суфійських учнів і друзів щодо його інтересу до іншої релігії.
Брейслін був одним із бенефіціарів маєтку Ґарднера після його смерті разом з Монікою Вілсон і Патрісією Кроутер. Сам Брейслін успадкував достатньо велику частку їхнього натуристського клубу, щоб повністю взяти його під контроль.

## Після Вікки
Пізніше Брейслін залишив посаду верховного жерця шабашу Брікет-Вуд, а незабаром покинув і сам шабаш, оскільки, за словами члена ковену Фредеріка Ламонда, «він запитав себе, чи спрощені церемоніальні магічні ритуали Книги Тіней виражають його власні релігійні почуття, і дійшов висновку, що ні». У 1966 році він одружився з молодою жінкою на церемонії, що відбулася в римо-католицькій церкві, що, на думку багатьох членів Вікки, довело, що він відвернувся від ремесла.
Проте Брейслін продовжував дозволяти ковену збиратися в Відьомській хатині за умовою, що вони будуть платити орендну плату за земельну ділянку, на якій він розташований. У 1975 році Брейслін намагався також змусити їх заплатити за електрику нудистського клубу, чого учасники ковену не хотіли робити, тому вони продали свою ділянку іншому нудисту.
Брейслін був прихильником руху гіпі 1960-х і 1970-х років, вважаючи, що він втілює «життєстверджуючі цінності Богині» у своєму «справжньому вираженні». Частково з цієї причини він відкрив дискотеку у Вест-Енді Лондона, але це був фінансовим провалом.
У червні 1976 року Брейслін, який на той час мав фінансові труднощі, був змушений продати нудистський клуб, хоча нові власники погодилися платити йому невелику пенсію.

## Смерть
Брейслін помер 28 липня 1981 року в районі реєстрації Сент-Олбанс у Гартфордширі.
З запису Probate в індексі є наступне: «Bracelin, Jack Leon of Chalet Suntan Fiveacres Country Club Fiveacres Avenue Bricket Wood Herts died 28 July 1981 Probate Oxford 14 January 1982».
Брейлін пішов жити в Грецію, і саме тут він помер у 1983 році від серцевого нападу. Ці два твердження про дату і місце смерті суперечать один одному.